# Parafia Najświętszej Maryi Panny Gwiazdy Morza w Cleveland
Parafia Najświętszej Maryi Panny Gwiazdy Morza w Cleveland – parafia rzymskokatolicka, należąca do archidiecezji Brisbane.
Przy parafii funkcjonuje katolicka szkoła podstawowa Najświętszej Maryi Panny Gwiazdy Morza.